# Andrew Archibald MacDonald
Pour les articles homonymes, voir MacDonald.
Andrew Archibald MacDonald, homme politique canadien, servit comme Lieutenant-gouverneur de la province de l'Île-du-Prince-Édouard entre 1884 et 1889. Il fut l'un des pères de la confédération canadienne.
Son frère, Augustine Colin, est également lieutenant-gouverneur de la province et un autre de ses frères, Archibald, est député provincial de la circonscription 5e Kings.